# 石彪
石彪（？—1460年），石亨侄子，明朝軍事將領。定遠侯。
石彪驍勇敢戰。正統末年，因功至指揮同知。京師保衛戰時，率軍追襲也先，頗有斬獲，進署都指揮僉事。景泰元年，充遊擊將軍，守備威遠衛，并抵禦也先圍城，之後塞外戰鬥，石彪每次均獲勝，至都督僉事。當時其恃石亨勢，多縱容家人占百姓財產，又擅自越關置莊墾田，被給事中李侃、御史張奎彈劾，明景帝均寬恕不問，但命其歸還民產。景泰三年，擔任右參將，協助鎮守大同，當時受年富壓制。明英宗復辟后，召還石彪，石彪遂誣陷年富入獄。后晋升都督同知，再以遊擊將軍赴大同備敵，與參將張鵬等出兵獲勝，封定遠伯。天順二年（1458年），命其與高陽伯李文赴延綏禦敵，後因病召還，擔任總兵官。次年，與彰武伯楊信抵禦瓦剌入犯，獲勝，進侯。石彪是以戰功起家，沒有依靠叔父的蔭功，然而一門有兩公侯，勢力逐漸強大而生驕橫。之後他謀劃鎮守大同，意圖與石亨掌握兵權，為英宗猜疑，最後因禍得罪而亡。